# Gummibaum
Der Gummibaum oder Indische Kautschukbaum (Ficus elastica) ist eine Pflanzenart aus der Gattung der Feigen (Ficus), zu der auch die essbaren Feigen gehören, in der Familie der Maulbeergewächse (Moraceae). Er wird in die Untergattung Urostigma eingeordnet, zu denen auch die im Buddhismus bedeutsame Pappelfeige (Bodhibaum) gehört. 
Seine ursprüngliche Heimat hat Ficus elastica in einem Gebiet von Nordostindien (Assam) bis nach Indonesien (Sumatra und Java). Heute ist er jedoch eine weit verbreitete Zimmerpflanze sowie ein Ziergehölz in den Tropen und Subtropen, das häufig in Parks, Gärten und als Straßenbaum gepflanzt wird.

## Beschreibung und Ökologie

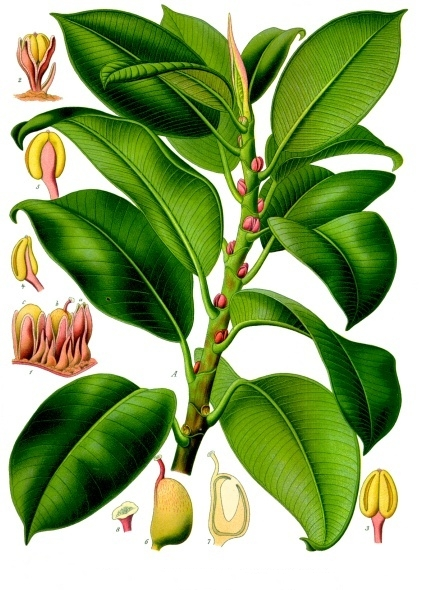
Illustration aus Koehler’s Arzneipflanzenbuch 1887

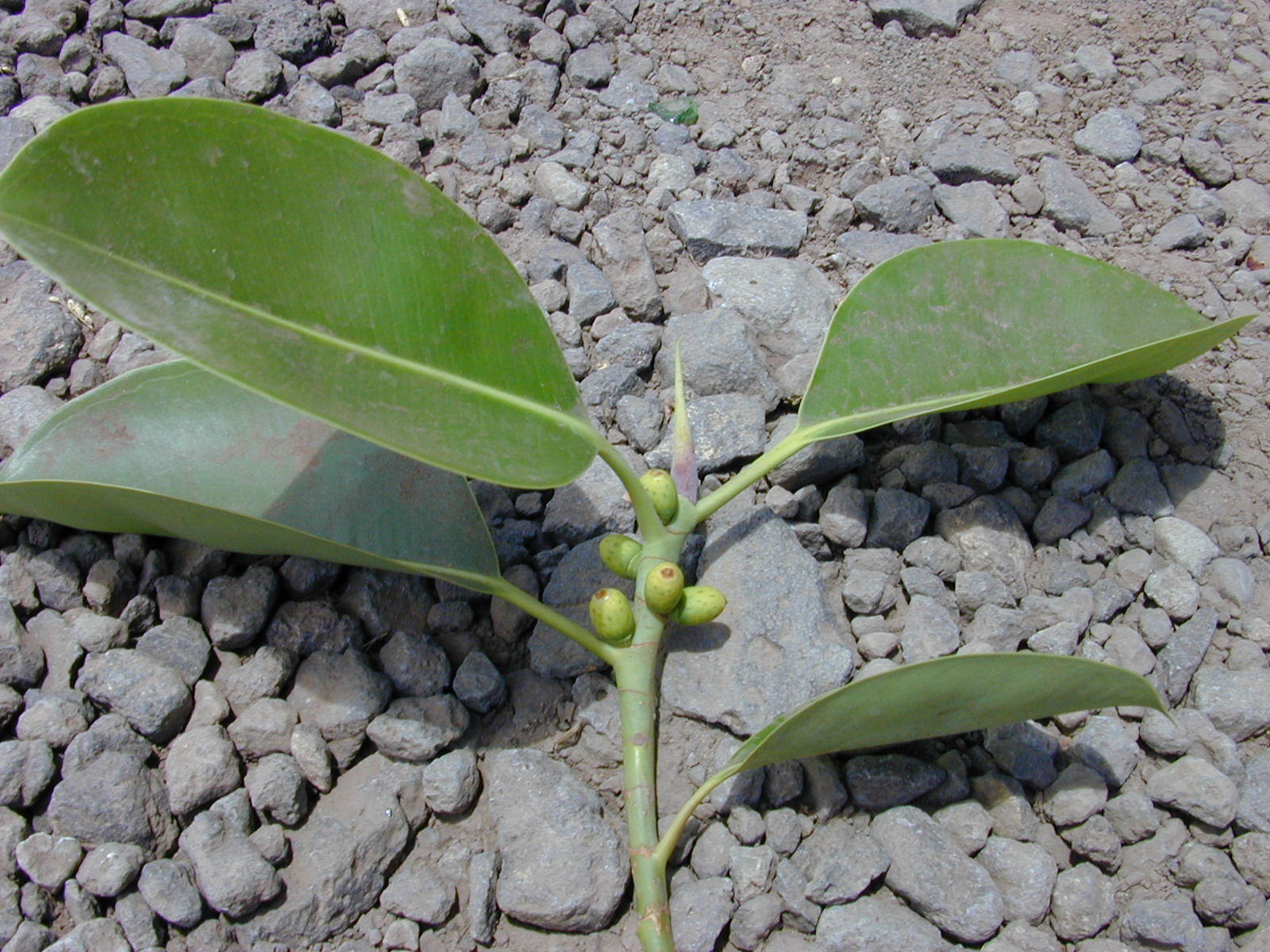
Zweig mit wechselständigen, gestielten Laubblättern und „Feigen“

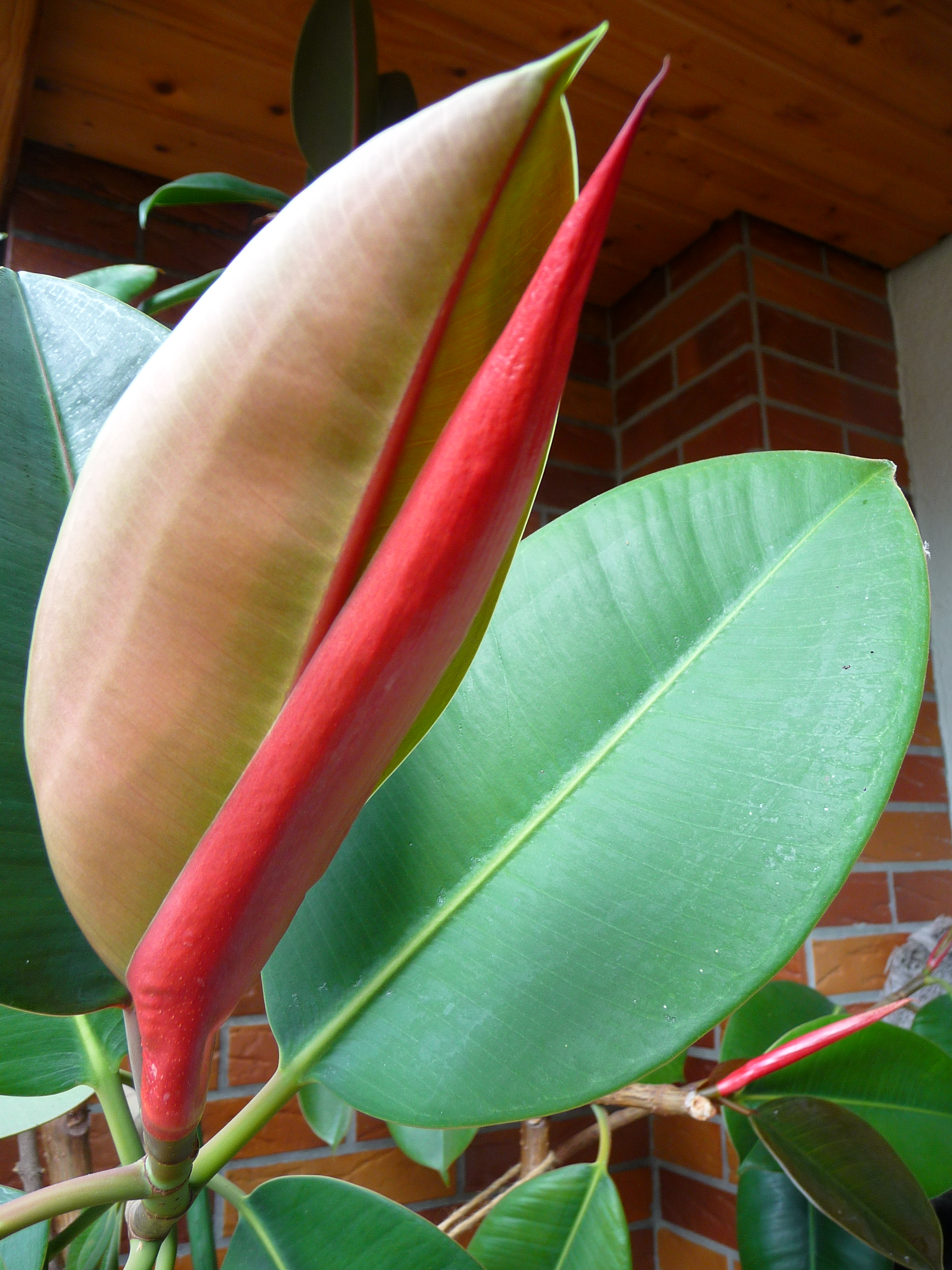
Ficus elastica, Laubblätter; ein Nebenblatt umhüllt zum Schutz das sich entwickelnde neue Blatt

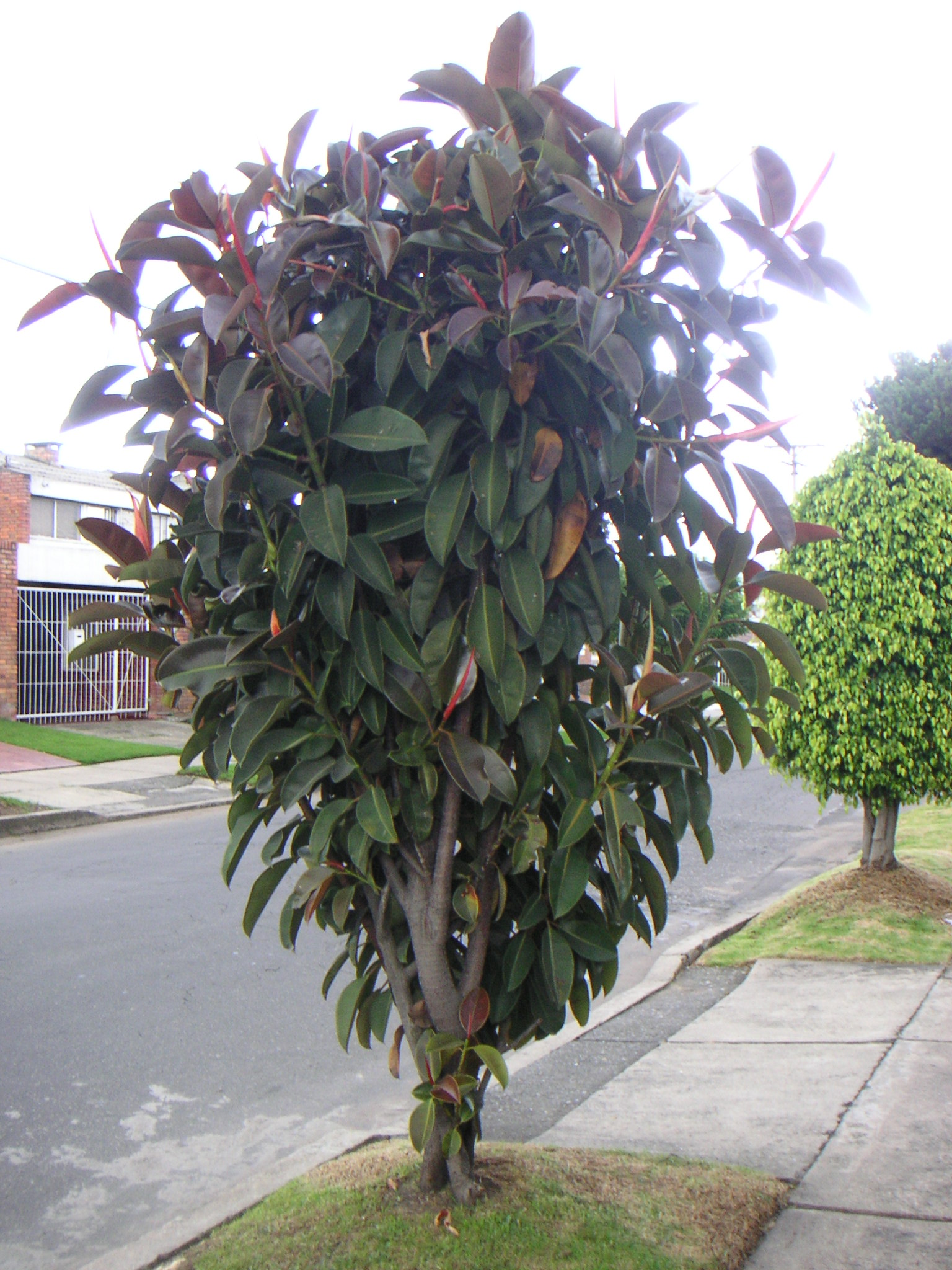
Als Straßenbaum in Bogotá; im Hintergrund noch eine andere Ficus-Art

### Erscheinungsbild und Blatt
Bei Ficus elastica handelt es sich um eine baumwürgende Hemiepiphyte (Würgerfeige), einen immergrünen Baum, der eine Wuchshöhe von 20 bis 40 Meter (selten bis 60 Meter) und einen Stammdurchmesser bis zu 2 Meter erreichen kann. Die Borke ist hellbraun bis mittelbraun und glatt. Der Stamm ist unregelmäßig und entwickelt Luftwurzeln und Brettwurzeln zur festen Verankerung im Boden und zur Abstützung der schweren Äste. Junge Pflanzen findet man auch als Epiphyten wachsend.
Bei Verletzung geben die vegetativen Pflanzenteile reichlich weißen Milchsaft (Latex) ab. Da er für Latexallergiker ein Auslöser allergischer Reaktionen bis hin zu anaphylaktischen Reaktionen sein kann, sollten diese ihn meiden.
Die wechselständigen Laubblätter sind in Blattstiel und Blattspreite gegliedert. Der Blattstiel ist 2 bis 5 cm lang. Die einfache ganzrandige, ledrige Blattspreite ist 8 bis 35 Zentimeter lang und 5 bis 15 Zentimeter breit. Die Blattoberseite ist glänzend dunkelgrün und die Blattunterseite ist hellgrün. Die Blattgröße ist bei jungen Pflanzen, die in der Natur mit dem wenigen Licht im Unterholz auskommen müssen, am größten (gelegentlich bis 45 Zentimeter) und viel kleiner bei älteren Bäumen. Die Nebenblätter sind zu einem großen Nebenblatt verwachsen, das das junge Blatt vor der Entfaltung wie eine Tüte schützt. Es ist meist dunkelrot, etwa 10 cm lang und wird beim Entfalten des Blattes abgestoßen. Die Blätter enthalten Zystolithen.

### Generative Merkmale
Ficus elastica sind einhäusig getrenntgeschlechtig (monözisch). Wie bei anderen Ficus-Arten benötigen die Blüten eine besondere Art symbiotisch (obligater Mutualismus) lebender Feigenwespen zur Bestäubung. Deshalb benötigt der Gummibaum keine farbigen oder duftenden Blüten, um Bestäuber anzulocken. Die Blüten befinden sich im Inneren eines Blütenstandes. Diese Blütenstände werden paarweise achselständig an blattlosen, kleinen Zweigen gebildet. Sie sind fast ungestielt und etwa 10 × 5 bis 8 mm groß. Männliche und weibliche, davon gibt es fertile und die sterilen Gallenblüten, Blüten befinden sich in einem Blütenstand. Die gestielten männlichen Blüten besitzen vier Kelchblätter und nur ein staubfadenloses Staubblatt. Die ungestielten weiblichen Blüten besitzen einen langen Griffel, der in einer vergrößerten, mehr oder weniger kopfigen Narbe endet. Die sterilen Gallenblüten besitzen vier Kelchblätter und einen kurzen, gekrümmten Griffel.
Die Frucht ist eine kleine, gelbgrüne, bei einer Länge von etwa 1 Zentimeter ovale Feige, die kaum genießbar ist. Fruchtbare Samen sind nur enthalten, wenn die Blüte durch die spezifische Feigenwespe bestäubt wurde.

### Chromosomenzahl
Die Chromosomenzahl beträgt 2n = 26, seltener 39.

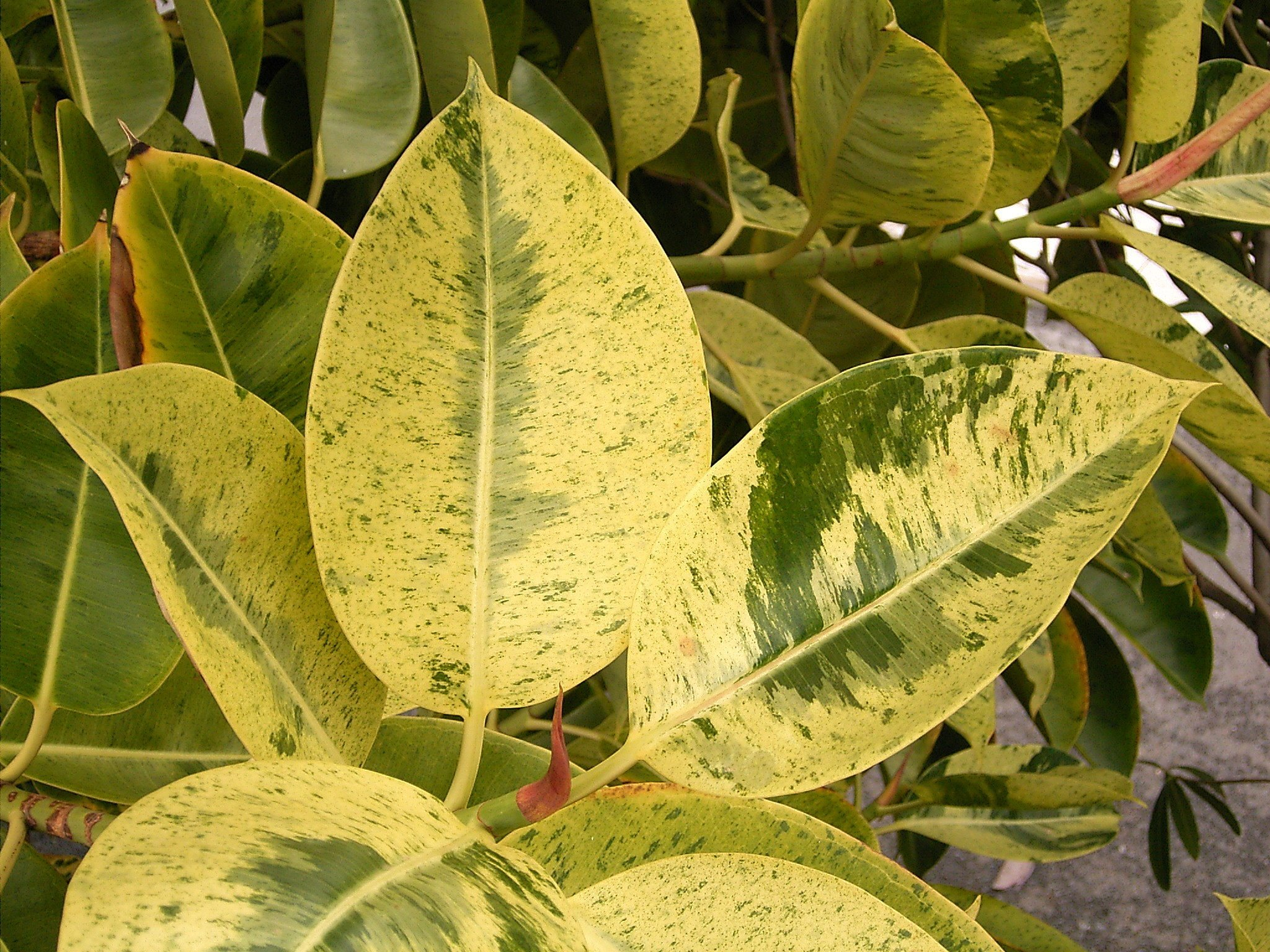
Sorte mit panaschierten Laubblättern

## Kultur und Verwendung
Ficus elastica wird weltweit als Zierpflanze genutzt, in warmen Gegenden im Freien, in kühleren Klimaten als Zimmerpflanze. Es gibt verschiedene Sorten, auch solche mit hell panaschierten Blättern, also weiß-grünen Blättern.
Der Gummibaum bevorzugt helles Sonnenlicht, kommt jedoch auch mit wenig Licht aus. Er ist tolerant gegen Trockenheit, bevorzugt aber feuchtes Erdreich ohne Staunässe. Er wächst besonders gut in  feuchter, tropischer Umwelt. 
Diese Art und ihre Sorten werden vegetativ durch Stecklinge oder selten durch Abmoosen vermehrt. Aussaat ist möglich. Auch eine Gewebekultur kann zu einer schnellen, großen Vermehrungsrate genutzt werden.
Der bei Verletzungen austretende, Naturkautschuk enthaltende weiße Milchsaft („Latex“) kann zur Gummiherstellung verwendet werden. Zur kommerziellen Latexgewinnung wird jedoch praktisch nur der Kautschukbaum (Hevea brasiliensis) eingesetzt. Der Gummibaum ist aber nicht näher mit diesem verwandt.